# Chris Reed (baseball)
Pour les articles homonymes, voir Chris Reed et Reed.
Christopher William Reed (né le 20 mai 1990 à Londres en Grande-Bretagne) est un ancien joueur américain de baseball. 
Lanceur gaucher, il joue deux matchs dans la Ligue majeure de baseball pour les Marlins de Miami en 2015.

## Carrière
Chris Reed est né au Royaume-Uni mais n'y vit que sa première année ; il est élevé en Californie du Sud, aux États-Unis.
Joueur du Cardinal de l'université Stanford, Chris Reed est le choix de premier tour des Dodgers de Los Angeles et le 16e athlète sélectionné au total lors du repêchage 2011 des joueurs amateurs. Il évolue en ligues mineures de 2011 à 2015 avec des clubs affiliés aux Dodgers, plafonne au niveau Triple-A, qu'il atteint en 2014, et sur un peu moins de 5 saisons affiche une moyenne de points mérités de 4,28 en 408 manches lancées. En juillet 2012, il est le seul représentant de la franchise des Dodgers au match des étoiles du futur à Kansas City et, en vertu de son lieu de naissance, est aligné avec l'équipe « mondiale ». À l'origine lanceur partant dans les rangs mineurs, Reed est converti en releveur en 2015, mais continue d'être une déception pour la direction des Dodgers.
Le 15 juillet 2015, les Dodgers échangent Reed, 25 ans, aux Marlins de Miami, contre le lanceur gaucher des ligues mineures Grant Dayton.
Le gaucher Reed fait ses débuts dans le baseball majeur comme lanceur de relève pour Miami le 1er août 2015 face aux Padres de San Diego. Il n'est que le 5e joueur né en Angleterre à disputer un match des majeures depuis 1970.